# Texels Zeebries Blond
Texels Zeebries Blond, voorheen bekend als Texels Blond, is een Nederlands bier dat sinds 2019 wordt gebrouwen door de Texelse Bierbrouwerij. Het is het dertiende bier dat door de brouwerij is gelanceerd. Het betreft een blond bier met een alcoholpercentage van 5,0%. Het bier heeft een licht troebel uiterlijk en een lichtblonde kleur. De smaak is subtiel kruidig en aromatisch, mede dankzij de toevoeging van zeevenkel. De aanbevolen serveertemperatuur is 6 °C.

## Productie
Texels Zeebries Blond wordt geproduceerd door de Texelse Bierbrouwerij met gebruik van lokale ingrediënten, waaronder duinwater, tarwe en gerst van Texel. De zeevenkel die in het bier wordt verwerkt, wordt verkregen via een kwekerij. Na het brouwen en lageren wordt het bier afgevuld in flessen en fusten. Restproducten, zoals bostel, worden afgevoerd naar lokale boeren voor gebruik als veevoer.

## Geschiedenis
Voordat Texels Blond officieel gelanceerd werd, liet de brouwerij klanten het bier proeven als onderdeel van een mysteriecampagne onder de naam "Texels Geheim". Het bier werd op 28 oktober 2019 officieel geïntroduceerd bij Gastropaviljoen XV op Texel. Tussen 29 oktober en 5 november 2019 was Texels Blond alleen op Texel verkrijgbaar. Vanaf 6 november was het landelijk verkrijgbaar.
In februari 2023 wijzigde de Texelse Bierbrouwerij de naam Texels Blond naar Texels Zeebries Blond. Deze naamsverandering maakte deel uit van een bredere herpositionering van het merk, waarbij de brouwerij koos voor namen die een sterke link hebben met Texel.

## Erkenning
Texels Zeebries Blond is bekroond met meerdere onderscheidingen bij biercompetities. Bij de World Beer Awards in 2021 werd het bekroond met een zilveren medaille in de categorie 'Pale Beer'. In 2022 ontving het een zilveren medaille in dezelfde categorie. Bij de European Beer Challenge ontving het bier een bronzen medaille in 2021, gevolgd door goud in 2022. In 2023 en 2024 werd zilver behaald.
Bij de Dutch Beer Challenge won Texels Zeebries Blond in zowel 2023 als 2024 een gouden medaille in de categorie 'Licht Blond'. Daarnaast werd in 2024 een gouden medaille toegekend bij de Brussels Beer Challenge in de categorie 'Pale & Amber Ale: Abbey / Trappist Style Single-Extra'.